# Josia attenuata
Josia attenuata är en fjärilsart som beskrevs av W. Warren 1901. Josia attenuata ingår i släktet Josia och familjen tandspinnare. Inga underarter finns listade i Catalogue of Life.